# Mine de Caballo
La mine de Caballo est une mine à ciel ouvert de charbon située dans le bassin de la rivière Powder au Wyoming aux États-Unis. Elle a approximativement une production de 13,88 millions de tonnes de charbon par an en 2023.